# Polypedilum bisetosum
Polypedilum bisetosum är en tvåvingeart som beskrevs av Wang 1995. Polypedilum bisetosum ingår i släktet Polypedilum och familjen fjädermyggor.
Artens utbredningsområde är Zhejiang (Kina). Inga underarter finns listade i Catalogue of Life.